# معدن طلای توئی
معدن طلای توئی انگلیسی: 土肥鉱山, همچنین 土肥金山, Toi kinzan، معدن مهم استخراج طلا در طول دوره ادو در ژاپن، واقع در جایی که اکنون بخشی از شهر ایزو، شیزوئوکا، استان شیزوئوکا است. در وسط شبه‌جزیره ایزو که تا اواسط قرن بیستم فعال بود.